# Паньковское сельское поселение (Орловская область)
Паньковское се́льское поселе́ние — муниципальное образование в Новодеревеньковском районе Орловской области Российской Федерации.
Административный центр — село Паньково.

## История
Статус и границы сельского поселения установлены Законом Орловской области от 12 мая 2004 года № 401-ОЗ «О статусе, границах и административных центрах муниципальных образований на территории Новодеревеньковского района Орловской области»

## Население
| 2010 | 2012 | 2013 | 2014 | 2015 | 2016 | 2017 |
| ---- | ---- | ---- | ---- | ---- | ---- | ---- |
| 606  | ↘582 | ↘571 | ↘554 | ↘513 | ↘508 | ↘488 |
| 2018 | 2019 | 2020 | 2021 | 2023 |      |      |
| →488 | ↘477 | ↗480 | ↗563 | ↘541 |      |      |

## Состав сельского поселения
| № | Населённый пункт | Тип населённого пункта       | Население |
| - | ---------------- | ---------------------------- | --------- |
| 1 | Затишье          | деревня                      | 1         |
| 2 | Красное Озеро    | деревня                      | 37        |
| 3 | Паньково         | село, административный центр | ↘567      |